# Алгоритм Рутисхаузера
Алгоритм Рутисхаузера — один из ранних формальных алгоритмов разбора выражений со скобками, его особенностью является предположение о правильной скобочной структуре выражения, также алгоритмом не учитывается неявный приоритет операции. Впервые описан в 1951 году швейцарским математиком Хайнцем Рутисхаузером (нем. Heinz Rutishauser), был охарактеризован как «танцевальная процессия вокруг скобочных скал».

## Примеры
При обработке выражения:
D:=((C-(B*L))+K)
алгоритм присваивает каждому символу из строки номер уровня по следующему правилу:
1. если это открывающаяся скобка или переменная, то значение увеличивается на 1;
2. если знак операции или закрывающаяся скобка, то уменьшается на 1.

Для выражения (А+(В*С)) присваивание значений уровня будет происходить следующим образом:
| Номер символа  | 1 | 2 | 3 | 4 | 5 | 6 | 7 | 8 | 9 |
| Символы строки | ( | A | + | ( | B | * | C | ) | ) |
| Номера уровней | 1 | 2 | 1 | 2 | 3 | 2 | 3 | 2 | 1 |

## Шаги
Алгоритм складывается из следующих шагов:
1. выполнить расстановку уровней;
2. выполнить поиск элементов строки с максимальным значением уровня;
3. выделить тройку — два операнда с максимальным значением уровня и операцию, которая заключена между ними;
4. результат вычисления тройки обозначить вспомогательной переменной;
5. из исходной строки удалить выделенную тройку вместе с её скобками, а на её место поместить вспомогательную переменную, обозначающую результат, со значением уровня на единицу меньше, чем у выделенной тройки;
6. выполнять шаги 2 — 5 до тех пор, пока во входной строке не останется одна переменная, обозначающая общий результат выражения.